# Ubaldo Calabresi
Ubaldo Calabresi (Sezze, 2 de enero de 1925-Roma, 14 de junio de 2004) fue un arzobispo católico.

## Biografía
Nació el 2 de enero de 1925 en Sezze, siendo el cuarto de seis hermanos. 
Obtuvo títulos en derecho civil y canónico en la Pontificia Universidad Lateranense.
Fue ordenado sacerdote el 27 de marzo de 1948. 

### Episcopado
El 3 de julio de 1969 fue nombrado obispo titular de Fundi y delegado apostólico en Sudán. Fue consagrado el 28 de septiembre de 1969 por el secretario de Estado del Vaticano, el cardenal Jean-Marie Villot. 
Más tarde se desempeñó como Nuncio Apostólico en Venezuela de 1978 a 1981. 
Fue Nuncio Apostólico en Argentina de 1981 a 2000.
El 27 de junio de 1992 fue co-consagrador de Jorge Mario Bergoglio, más tarde Papa Francisco, como obispo.
Participó en la mediación de la Santa Sede entre Argentina y Chile sobre el conflicto del Beagle.
Se retiró el 4 de marzo de 2000. Padeció la enfermedad de Parkinson y murió en Roma el 14 de junio de 2004.